# Rinzia affinis
Rinzia affinis är en myrtenväxtart som beskrevs av Malcolm Eric Trudgen. Rinzia affinis ingår i släktet Rinzia och familjen myrtenväxter. Inga underarter finns listade i Catalogue of Life.